# Adenaria floribunda
Adenaria floribunda (Kunth, 1823) è una pianta appartenente alla famiglia delle Lythraceae, diffusa in America centrale e meridionale, oltre che nell'isola di Hispaniola.
Rappresenta l'unica specie inclusa all'interno del genere Adenaria (Kunth, 1823).